# Killer Movie
Killer Movie é um filme de 2008 de humor negro dirigido por Jeff Fisher lançado nos Estados Unidos.

## Sinopse
Um reality show acaba dando errado quando os participantes acabam presos em uma remota cidade e um assassino começa a caçá-los, um por um.

## Elenco
- Paul Wesley é Jake Tanner
- Kaley Cuoco é Blanca Champion
- Torrey DeVitto é Phoebe Hilldale
- Leighton Meester é Jaynie Hansen
- Gloria Votsis é Keir
- Al Santos é Luke
- Jason London é Mike
- Cyia Batten é Lee Tyson

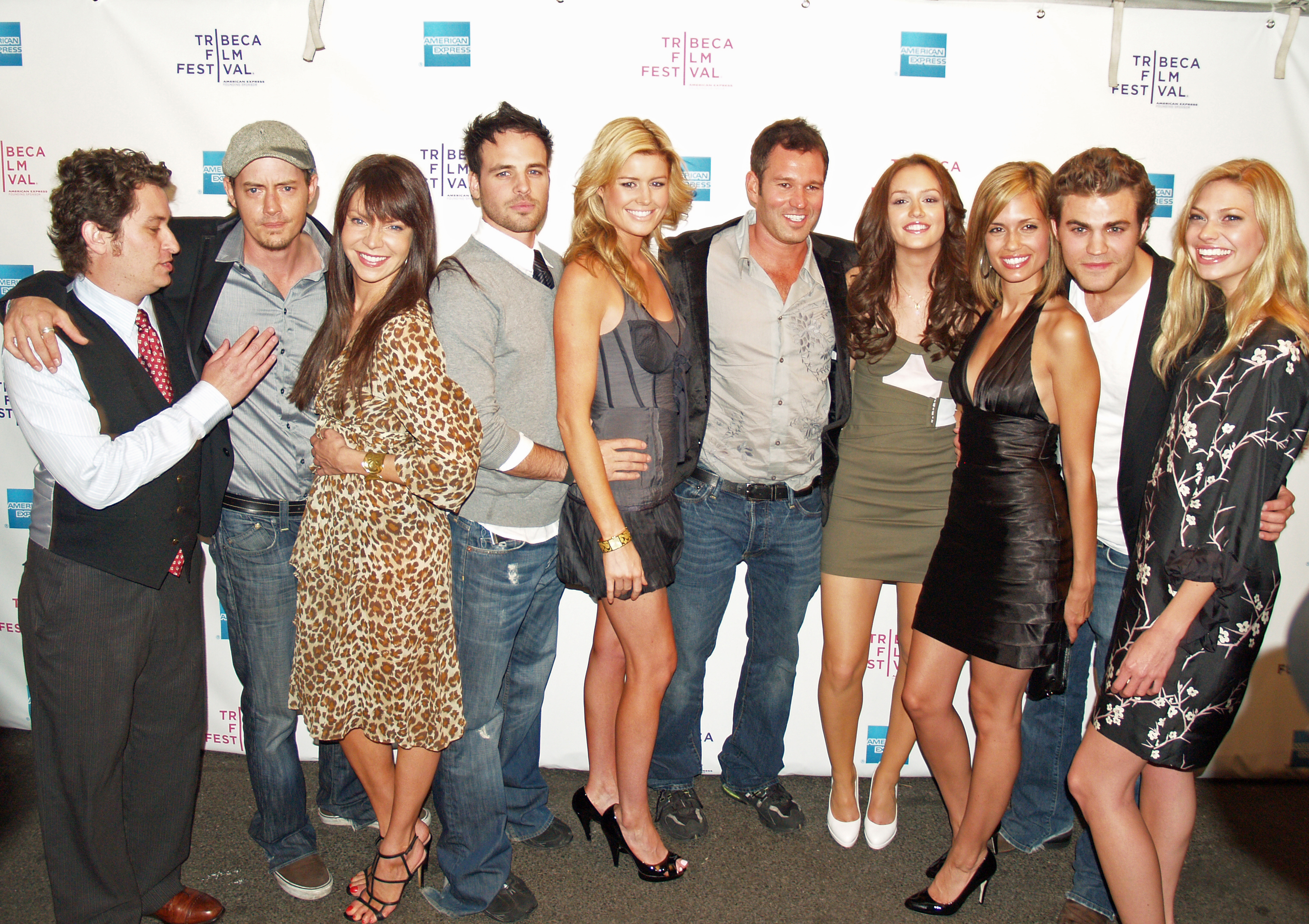
O elenco e o diretor assistem à estréia do filme no Festival de Cinema de Tribeca.

- Nestor Carbonell é Seaton Brookstone
- JC Chasez é Ted Buckley
- Maitland McConnell é Erin Gorman
- Adriana DeMeo é Daphne
- Robert Buckley é Nik
- Hal B. Klein é Greg
- Jackson Bond é Connor
- Jennifer Murphy é Mrs. Falls
- Lauren Sánchez é Margo Moorehead

## Recepção
David Nusair do Reel Film Reviews disse que o filme "sofre de uma atmosfera perversamente monótona que efetivamente cimenta seu lugar como um esforço de terror assistível, mas totalmente não envolvente."